# Maison, 23 cours Jean-Jaurès
La maison, 23 cours Jean-Jaurès est située à Moulins (France).

## Localisation
La maison est située sur la commune de Moulins, au 23 cours Jean-Jaurès, dans le département de l'Allier, en région Auvergne-Rhône-Alpes.

## Description
La maison est disposée selon le plan d'un trapèze rectangle allongé, avec une façade principale possédant un rez-de-chaussée exhaussé sur une étroite terrasse limitée par une bordure en grès. La porte d'entrée présente un bel encadrement en calcaire, mouluré d'un boudin précédé sur l'intérieur d'une baguette, d'un filet et de deux bandeaux. Le linteau est surmonté d'un entablement décoré, à l'architrave, de deux bandeaux sous un talon, à la frise sculptée d'une rangée de feuilles d'acanthe et dont la corniche supporte des urnes drapées chargées de fruits et de grappes retombantes. Cette porte est fermée par deux vantaux de part et d'autre d'un montant central sculpté d'une guirlande en chapelet à feuilles imbriquées ; chacun d'eux comporte trois panneaux superposés, dont celui du milieu est sculpté d'un masque léonin dans la gueule duquel s'articule un heurtoir en forme d'anneau en fer forgé. À l'angle, sur la tablette moulurée que porte en saillie un culot de feuilles d'acanthe, est posée une statue de la Vierge portant l'Enfant. À l'intérieur, un escalier central conduit à l'étage, aménagé dans une tour qui faisait autrefois saillie. L'escalier dessert des pièces aux portes avec dessus de panneaux sculptés et peints.

## Historique
La maison est classée et inscrite partiellement au titre des monuments historiques par arrêtés du 14 octobre 1969 et du 6 juillet 1970.

## Protection
Éléments protégés : la porte d'entrée sur rue et la cheminée de la salle à manger classés par arrêté du 14 octobre 1969 ; les façades et toitures inscrites par arrêté du 6 juillet 1970.

## Galerie

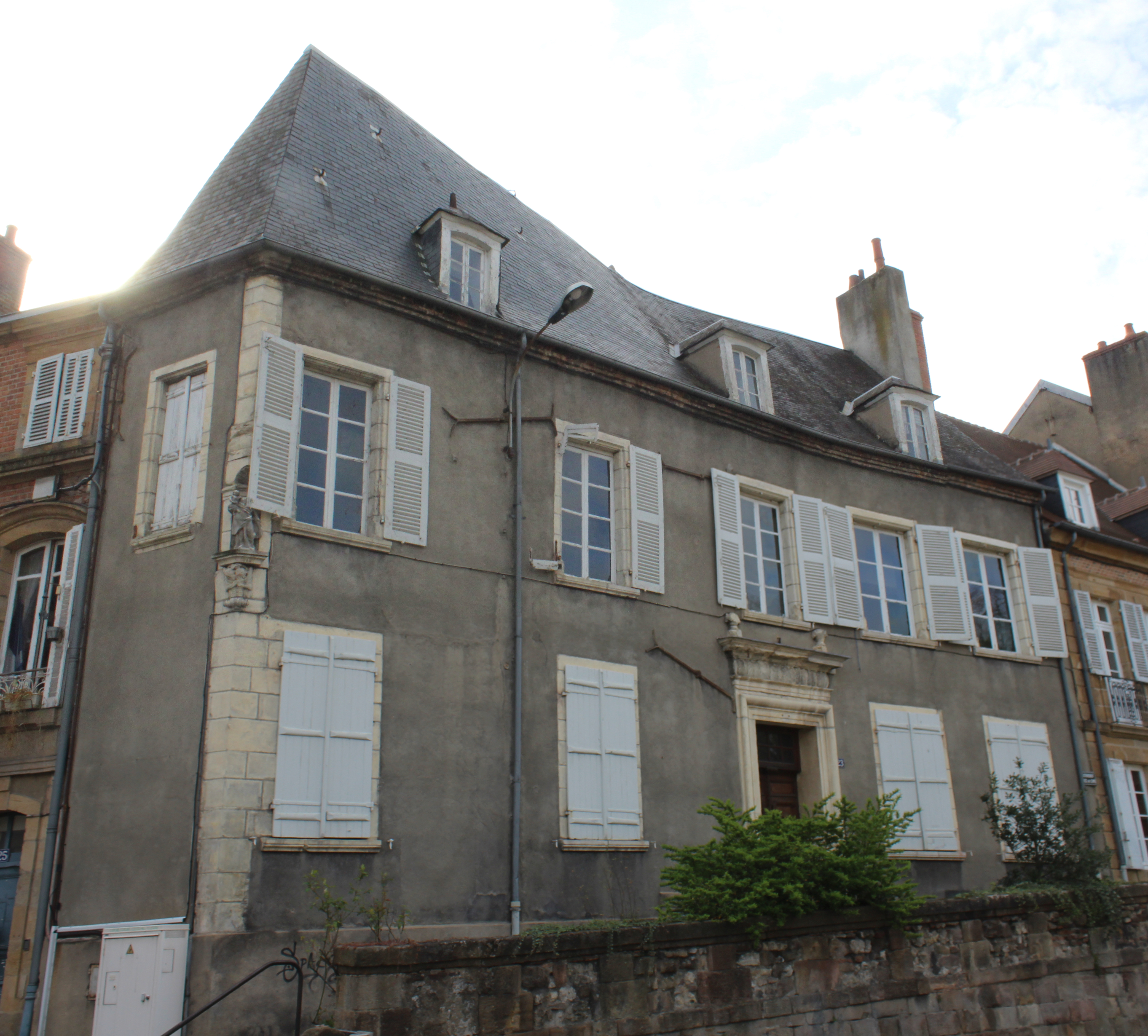
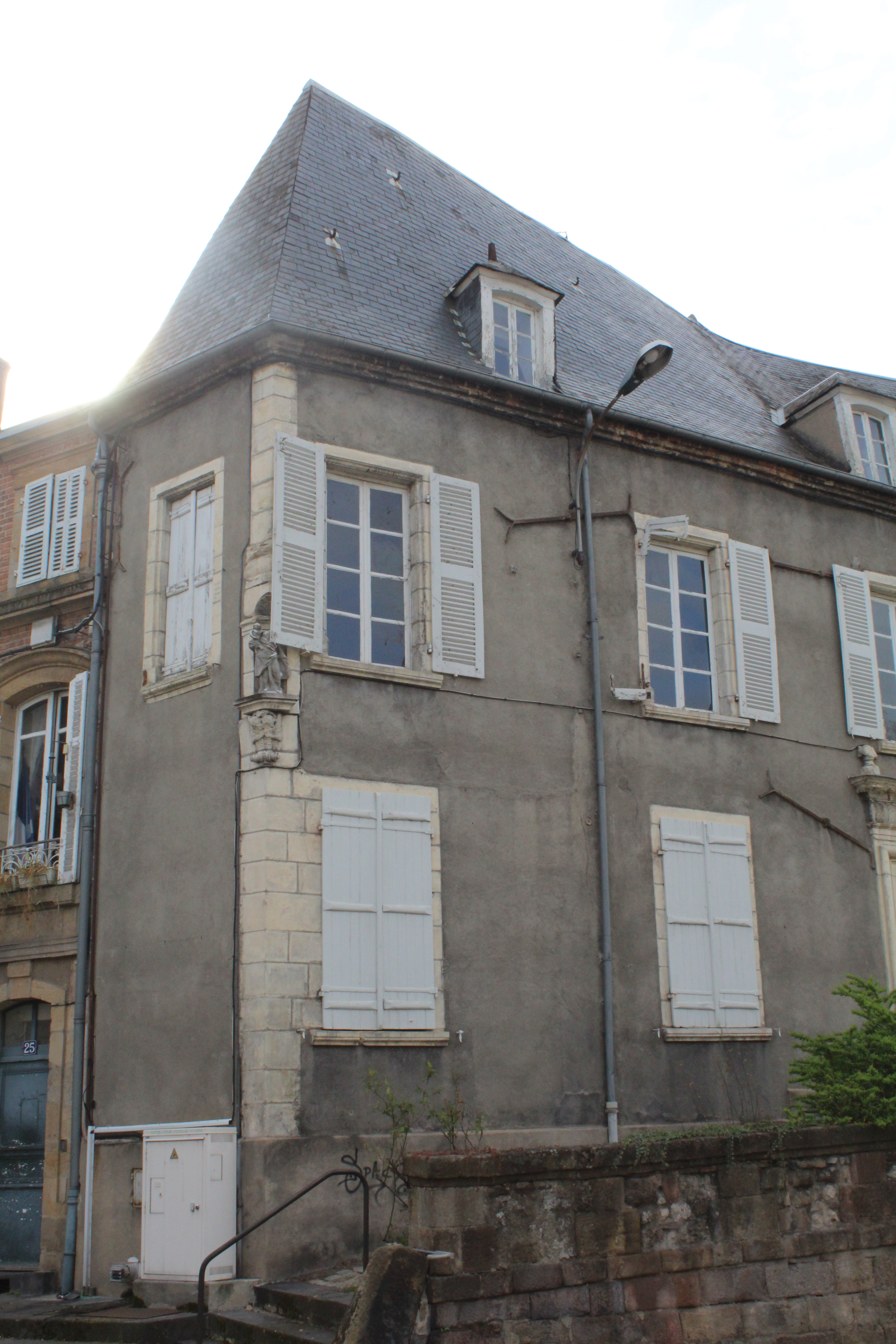
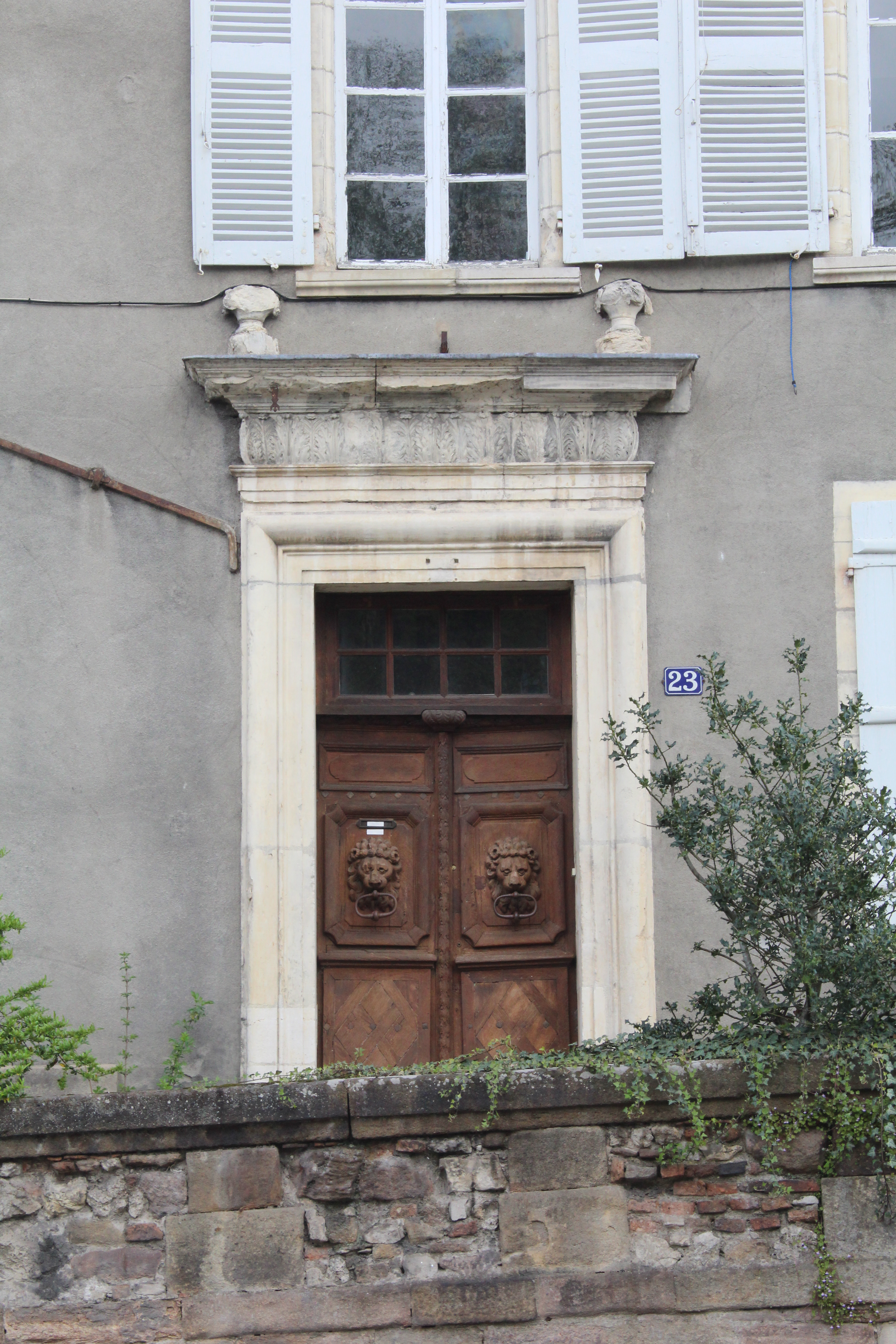
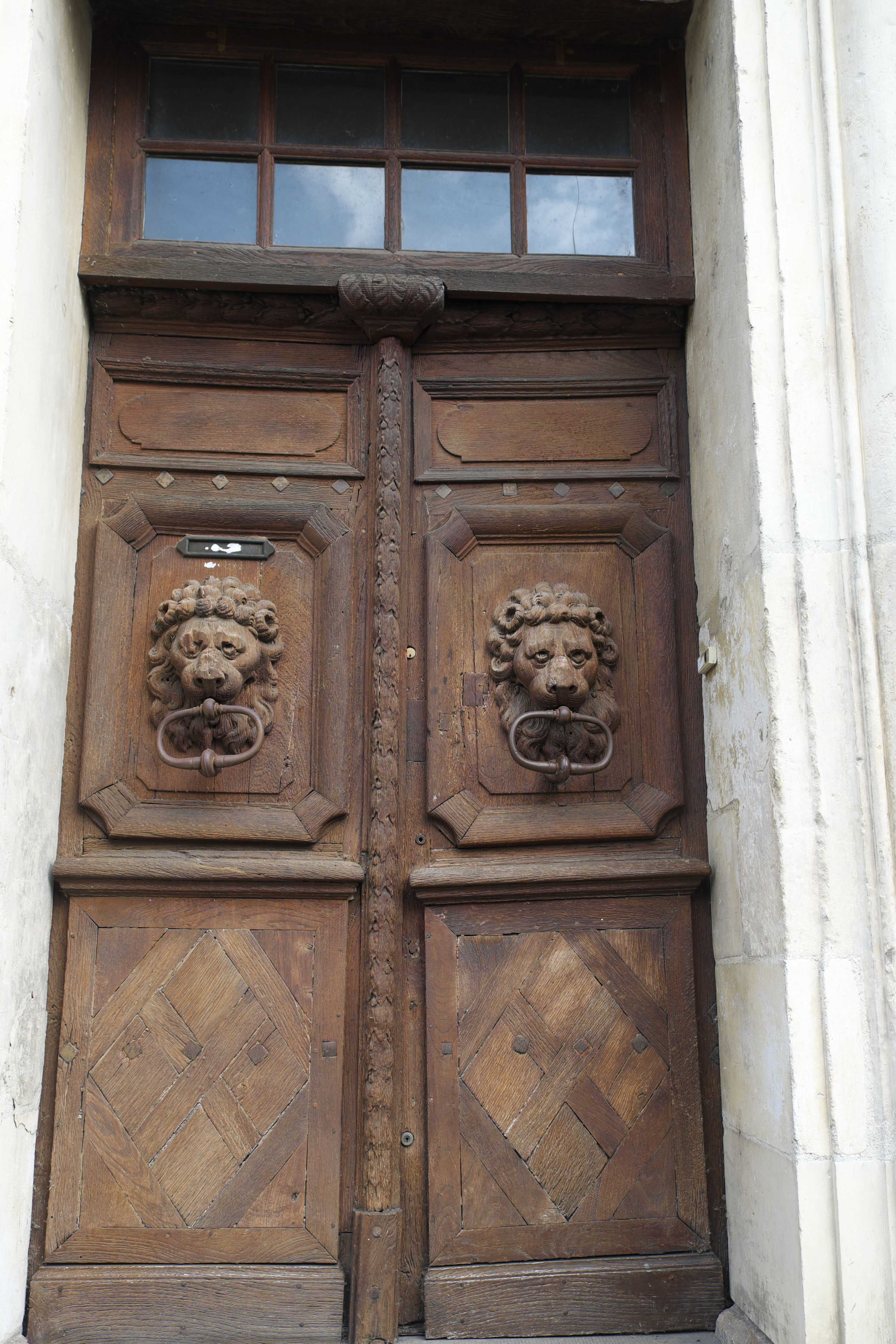
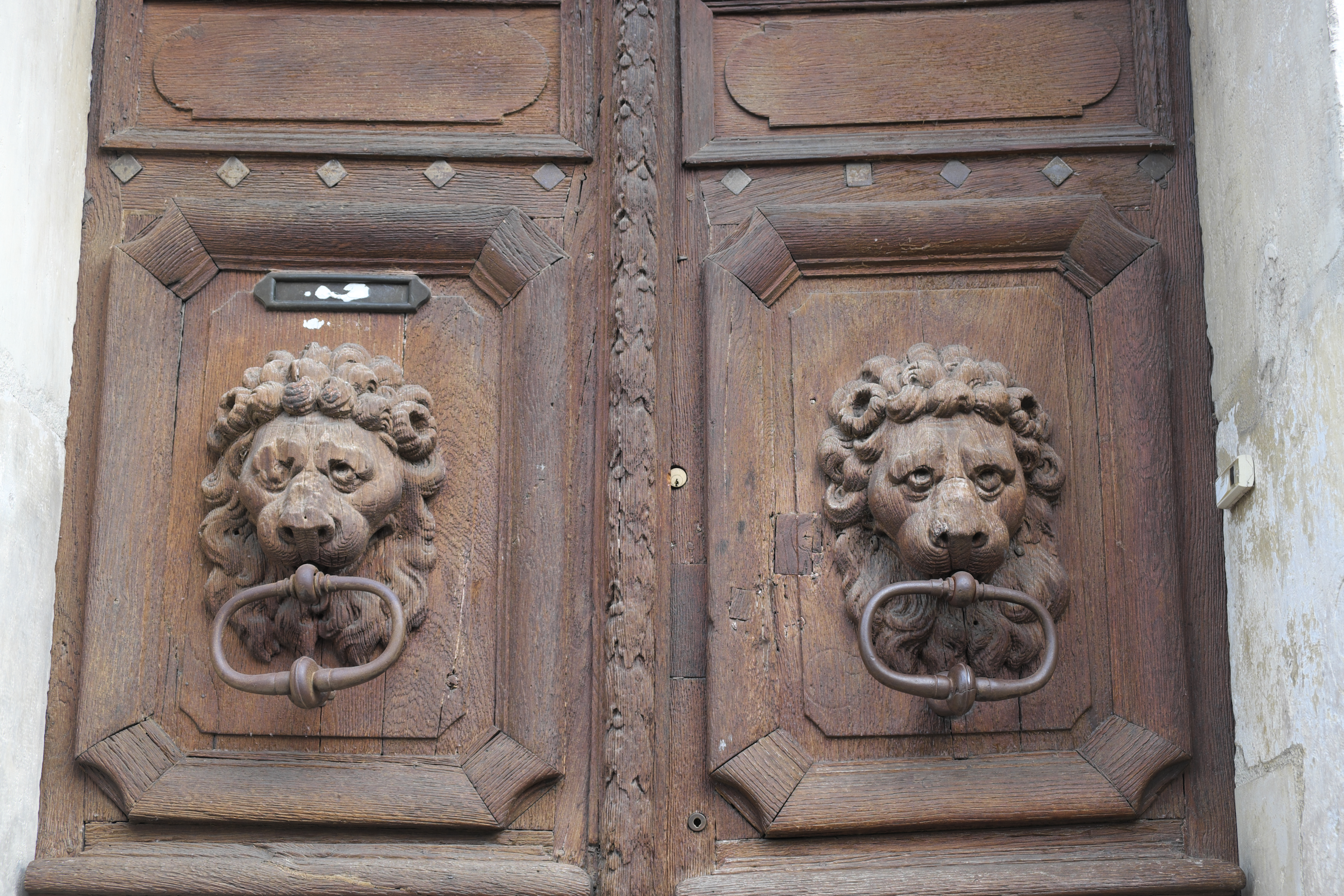
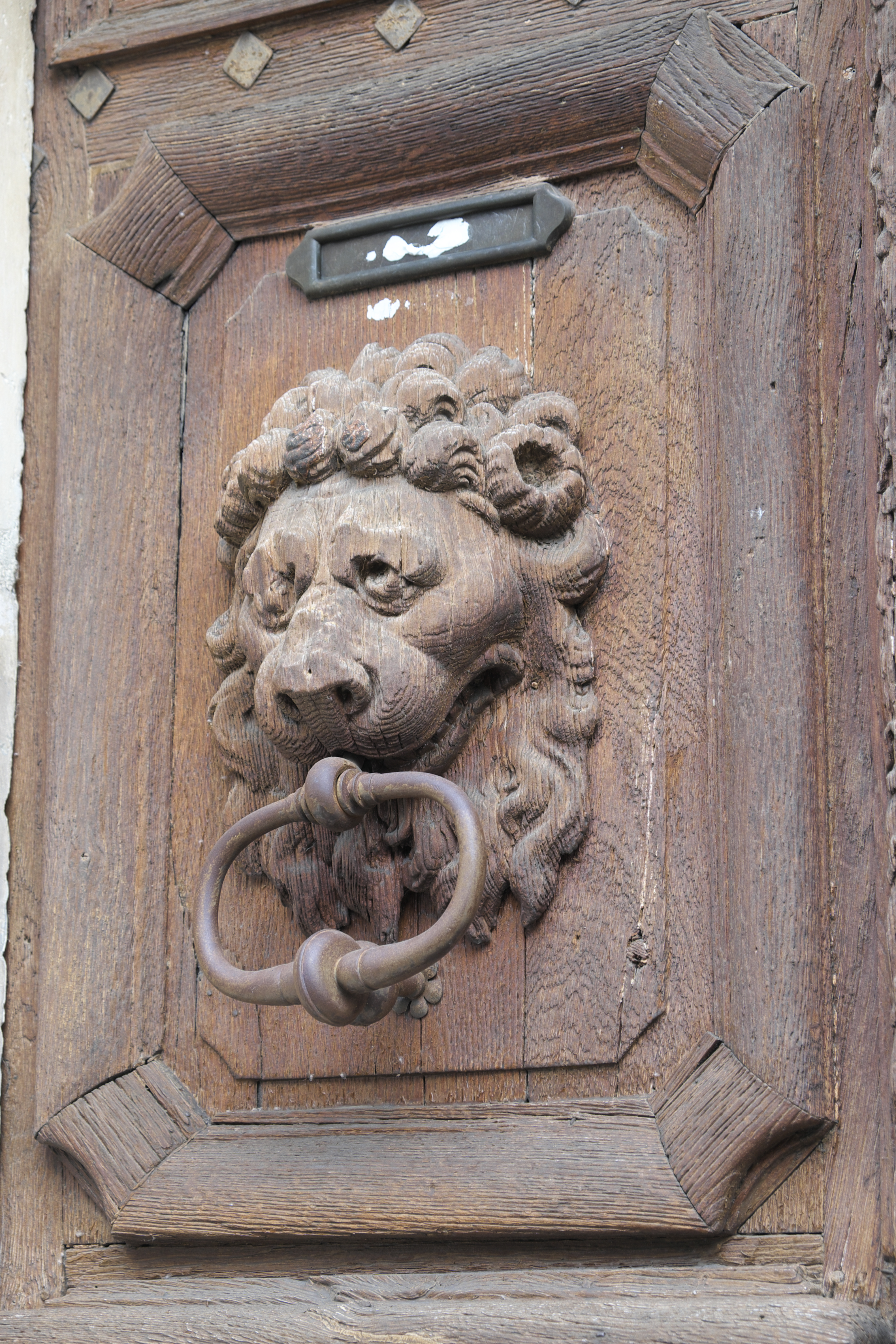